# Король, Роман Сергеевич
Роман Сергеевич Король (укр. Роман Сергійович Король; р. 15 июня 1987, Чернигов) — мастер спорта Украины международного класса по триатлону, тренер сборной Украины по паратриатлону, основатель и руководитель спортивного клуба CapitalTRI.

## Биография

### Карьера спортсмена
Занимался плаванием с 6-ти лет в Киеве у тренера по плаванию Улитько Мария Александровна. В 13 лет начал заниматься триатлоном у тренера Торчинского Олега Изяславовича. С 15 лет представлял страну на международных соревнованиях разных категорий. С 2004 года тренировался у Эдуарда Панарина.
Спортивные достижения в триатлоне:
- мастер спорта Украины международного класса;
- член сборной Украины[2] (2008—2012);
- многократный чемпион Украины в эстафетной и командной гонках[источник не указан 556 дней];
- участник официальных международных соревнований европейского и мирового уровня,[3] победитель ETU Triathlon Balkan Championships 2011 (Мамая, Румыния).[4]

Мастер спорта и чемпион Украины по офицерскому троеборью. Мастер спорта и чемпион Украины по полиатлону.

### Образование
В 2008 году закончил Национальную академию внутренних дел Украины, специальность — следователь, специализация — юрист. В 2009 году получил степень магистра, специальность — психология.
В 2011 году получил второе высшие образование, специальность — тренер по триатлону. В 2018 году прошёл тренерские курсы по повышению квалификации. Тренер высшей категории. Закончил международные курсы тренера по триатлону ITU в Корее.

### Карьера тренера
С 2012 года — гайд и тренер у незрячего паратриатлета Василия Закревского (5-кратный серебряный призёр чемпионата мира 2013—2017, чемпион Европы 2015, заслуженный мастер спорта Украины). С 2014 года — тренер сборной Украины по паратриатлону. С 2016 года — тренер Виты Олексюк (мастер спорта международного класса, призёр международных кубков). С 2017 года тренирует незрячего Анатолия Варфоломеев (мастер спорта международного класса, победитель Кубка мира 2018).
В 2013 году создал спортивный клуб CapitalTRI, который готовит pro-спортсменов, паратриатлетов, любителей и детей по направлениям: плавание, велоспорт, бег и триатлон.